# Маніпа (острів)
Маніпа (індонез. Pulau Manipa - острів Маніпа) — острів у Малайському архіпелазі, у групі Молуккських островів (індонез. Kepulauan Maluku), у складі Індонезії. Омивається протоками Маніпа і Келанг, що належать до акваторії Тихого океану. Площа — 104,9 км², населення (разом з населенням невеликих сусідніх острівців) на кінець 2012 року становило 6966 осіб.
З адміністративної точки зору належить до провінції Малуку (індонез. Provinsi Maluku), входить до складу округу (кабупатену) Західний Серам (індонез. Kabupaten Seram Bagian Barat). Територія острова разом з кількома довколишніми невеликими острівцями виділена в окремий район (кечаматан) Архіпелаг Маніпа (індонез. Kepulauan Manipa). Адміністративний центр району, село Масавой (індонез. Masawoi), лежить на однойменному острівці, розташованому біля північного краю Маніпи.

## Фізико-географічні характеристики

### Географічне розташування
Маніпа лежить в південній частині Молуккських островів, що входять до складу Малайського архіпелагу. Він розташований між двома більшими островами, які також належать до Молуккських — Буру і Серам, що лежать практично на рівній відстані від нього (близько 30 км), відповідно, на захід і на схід. З півночі, заходу і півдня омивається протокою Маніпа, зі сходу — протокою Келанг. Протоки з'єднують розташоване на півночі море Серам (індонез. Laut Seram), з розташованим на півдні морем Банда (індонез. Laut Banda). Обидва моря належать до акваторії Тихого океану.
Площа острова становить 104,9 км². Він має довгасту форму, що віддалено нагадує трикутник, витягнутий у напрямку з північного заходу на південний схід. Завдовжки близько 18 км, завширшки близько 10 км. Довжина берегової лінії близько 49 км. Береги порізані помірно, в декількох місцях є бухти, які вклинюються в суходіл.
Біля узбережжя Маніпи є кілька значно менших за розміром острівців, зокрема, Масавой (індонез. Masawoi) з північного боку, Асамамонуке (індонез. Asamamonuke) з північно-східного, Суанггі (індонез. Suanggi) з західного, Тубан (індонез. Tuban) з південного. Найближчий з відносно великих островів — Келанг (індонез. Kelang), зіставний з островом Маніпа за розміром і лежить від нього приблизно за 10 км на північний схід. Уздовж північного узбережжя Маніпи простягається щільний кораловий риф.

### Геологічна будова, рельєф
З точки зору геології острів входить до складу так званої зовнішньої зони острівної дуги Банда. За походженням не є вулканічним, а складений корінними породами.
Рельєф пагорбистий, невеликі рівнинні території є переважно біля північного і східного узбережжя. Простежується досить чітко оформлений гірський хребет, що йде від західного до південно-східного краю острова. Найвища точка Маніпи — пагорб Кала-Хухун (індонез. Kala Huhun), вершина якого перебуває на висоті 632 метри над рівнем моря. Є кілька невеликих річок, переважно в північно-західній частині острова.

### Клімат
Клімат тропічний, вологий. Річні й добові коливання температур незначні — в межах 10 °C, середньорічний показник — близько 26 °C. Відносна вологість коливається в межах 80-91 %, річна норма опадів — близько 3000 мм. Сонячних днів — не менш як 220 на рік.

## Історія

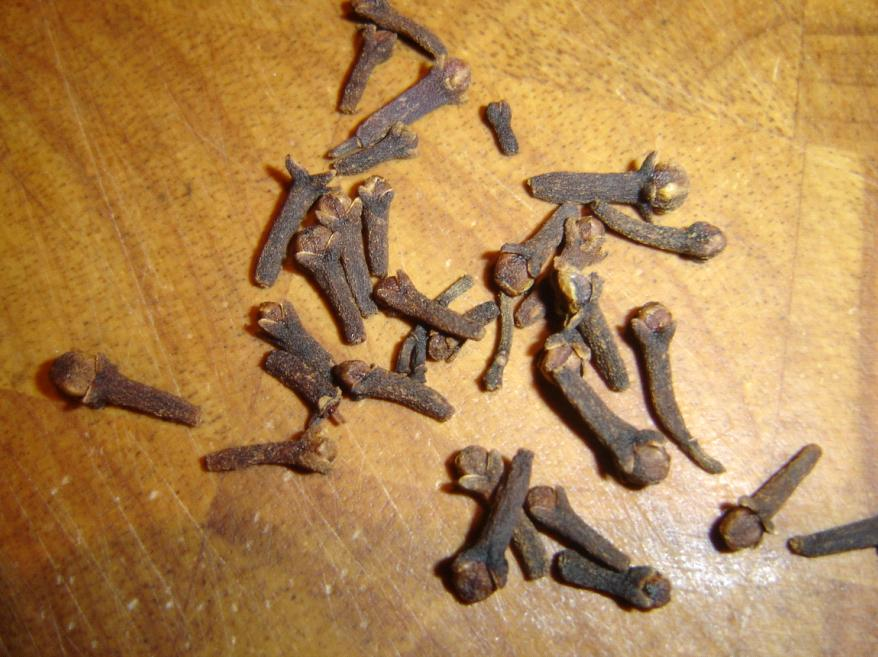
Гвоздика — пряність, яка відіграла значну роль в історії Маніпи

Відомо, що в доколоніальний період Маніпу населяли представники австронезійської народності, яка дотепер становить значну частину жителів острова. В XVI—XVII століттях про свою владу над цією частиною Молуккського архіпелагу заявляли правителі султанату Тернате, однак очевидно йшлося лише про символічний васалітет.
Історично Маніпа, як і більша частина Молукк, була районом інтенсивного виробництва прянощів, насамперед — гвоздики. Саме ця обставина привернула до неї підвищену увагу європейців — острів був однією із перших територій Малайського архіпелагу, які зазнали колоніального освоєння. На початку XVI століття тут закріпилися голландці.
Прагнучи забезпечити монополію на торгівлю прянощами, Голландська Ост-Індська компанія (ГОІК) локалізувала їх виробництво на невеликих, повністю підконтрольних їй територіях, одночасно знищуючи посадки, які перебували у володінні тубільних громад, що викликало опір останніх. 1656 року голландці звели на південному березі острова форт, який назвали «Вантроу» (нід. Wantrouw - «Недовіра») — на знак свого ставлення до місцевого населення. Форт, оснащений сорока гарматами, став головним опорним центром ГОІК у цьому районі архіпелагу. Практично відразу після цього остров'яни підняли повстання, захопили форт і перебили його нечисленних захисників. Перекинувши на Маніпу додаткові сили, голландці відновили свій контроль над островом і провели серію каральних акцій, внаслідок яких значну частину остров'ян перебили, багато втекли з острова. Гарнізон «Вантроу» був збільшений, його оборонні системи вдосконалені, і його використовували нідерландські військові до 1768 року. Зміцнивши таким чином свої позиції на Маніпі, голландці примусово перевезли сюди значну частину населення сусідніх островів Амбелау, Келанг і Боано для роботи на гвоздикових плантаціях.
В XVII—XVIII століттях, у міру зниження світових цін на прянощі, економічне значення острова для голландців знижувалося. На початку XIX століття, після банкрутства ГОІК він, як і всі володіння компанії на Малайському архіпелазі, перейшов під пряме управління Нідерландів. У межах Голландської Ост-Індії Маніпа адміністративно перебувала у складі губернаторства Молуккських островів, від 1867 року — у складі Амбонського резидентства.

Прапор Республіки Південно-Молуккських островів, у складі якої Маніпа перебувала в 1950 році

Після захоплення Нідерландської Ост-Індії Японією під час Другої світової війни в 1942 році Маніпа відійшла до зони окупації 2-го флоту Імперії. Окупація завершилася в серпні 1945 року після оголошення японським урядом про капітуляцію. Уряд проголошеної 17 серпня 1945 року Республіки Індонезії не мав можливості встановити свою владу в настільки віддаленому від центру регіоні, і на початку 1946 року Нідерланди відновили свій контроль над островом. У грудні 1946 року Маніпа поряд з іншими Молукками, Сулавесі і Малими Зондськими островами увійшла до складу квазі-незалежної держави Східна Індонезія (індонез. Negara Indonesia Timur), створеної за ініціативою Нідерландів, які планували перетворити свої колишні колоніальні володіння в Ост-Індії в маріонеткове федеративне утворення.
У грудні 1949 року Східна Індонезія увійшла до складу Сполучених Штатів Індонезії (СШІ, індонез. Republik Indonesia Serikat), заснованих за рішенням індонезійсько-нідерландської Гаазької конференції круглого столу. У квітні 1950 року Маніпа виявилася включеною до складу Республіки Південно-Молуккських островів (РПМО, індонез. Republik Maluku Selatan), яку проголосила місцева влада півдня Молукк, тоді як більша частина Східної Індонезії добровільно увійшла до складу Республіки Індонезії.
Після невдалих спроб домогтися приєднання РПМО шляхом переговорів Республіка Індонезія розгорнула в липні 1950 проти невизнаної держави військові дії. До кінця року всю територію РПМО, включаючи Паніпу, повністю взяли під контроль індонезійські війська і проголосили невід'ємною частиною Республіки Індонезії.

## Адміністративний устрій
Від моменту приєднання Маніпи до території Індонезії, в 1950 році, вона адміністративно належить до провінції Малуку (індонез. Provinsi Maluku). При цьому на нижчому рівні адміністративна приналежність острова неодноразово змінювалася, зокрема, від кінця 1990-х років, коли уряд Індонезії взяв курс на децентралізацію державної влади та розукрупнення адміністративно територіального поділу країни. 2010 року острів Маніпа разом з прилеглими до нього невеликими острівцями був виділений в окремий район (кечаматан) Архіпелаг Маніпа (індонез. Kepulauan Manipa) у складі округу (кабупатену) Західний Серам (індонез. Kabupaten Seram Bagian Barat), сформованого на два роки раніше. Провінційна влада виходить з того, що виділення Маніпи в окремий район має сприяти економічному розвитку острова і розширенню доступу його жителів до послуг адміністративного та соціального характеру. Так, до підвищення адміністративного статусу 99 % остров'ян не мали посвідчень особи, оскільки не могли дозволити собі поїздку до районного центру, щоб отримати цей документ.
У складі району є 7 адміністративних одиниць нижчого рівня — сіл (дес), у яких загалом є 12 населених пунктів. Відповідно до рішення провінційних влади про створення району, його адміністративний центр розташований у містечку Тубанг на території села Масавой (індонез. Masawoi), яке лежить на однойменному острівці, розташованому біля північного краю Маніпи. Процес формування адміністративних структур району значно затягнувся, насамперед, через труднощі фінансового та інфраструктурного характеру.

## Населення
Населення острова, разом з населенням невеликих острівців навколо нього, станом на кінець 2012 року становить 6966 осіб. Щільність населення — близько 66 осіб на 1 км². Показник співвідношення статей — близько 1,01 (3513 чоловіків проти 3453 жінок) цілком типовий для Молукк.
Близько половини жителів — представники корінної народності маніпа, решта — вихідці з інших Моллуккських островів і Яви. Більша частина остров'ян — мусульмани-суніти, однак є і значна протестантська громада, яка проживає переважно в селі Східне Томалеху.
На тлі загальної соціально-економічної кризи, що мала місце в Індонезії наприкінці 1990-х — на початку 2000-х років, на Маніпі — як і в багатьох інших районах країни, неоднорідних з національної та релігійної точок зору — відбулося різке загострення етноконфесійних протиріч, що викликало серію зіткнень і заворушень. Найбільш масштабні з них сталися на початку 1999 року, коли переважно християнське Східне Тумалеху піддалося нападам мусульман з сусідніх сіл.

## Соціально-економічний розвиток
Маніпа є одним з найменш успішних з соціально-економічної точки зору районів провінції Малуку. Ситуація значною мірою ускладнена наслідками етноконфесійних конфліктів 1990-х — 2000-х років. Провінційна влада виділяє додаткові асигнування на соціальний та інфраструктурний розвиток острова, проте ефективність цих заходів знижується через корупцію й недопрацювання адміністративної системи.